# Keleti-kőfejtő 18. sz. barlang
A Keleti-kőfejtő 18. sz. barlang Budapest III. kerületében, a Duna–Ipoly Nemzeti Parkban lévő Budai Tájvédelmi Körzetben található egyik barlang.

## Leírás
A budai termálkarszt keleti részén, a Mátyás-hegy délkeleti, felhagyott, kétszintes kőfejtőjének az alsó bányaszintjén, a bányaszint nyugati, bal oldali részén, 212 méter tengerszint feletti magasságban, sziklafal tövében, cserjésben van a bejárata. A Keleti-kőfejtő 8. sz. barlangtól északnyugatra található a Keleti-kőfejtő 18. sz. barlang. A bejárata természetes jellegű, de bányászat miatt nyílt meg, 2,2 méter széles, 1,4 méter magas, rétegrés jellegű és vízszintes tengelyirányú.
A sziklaeresz jellegű barlang felső eocén mészkőben, Szépvölgyi Mészkő Formációban, karsztvízszint alatti oldódás, korrózió hatására jött létre. Gömbüst és kondenz borsókő figyelhető meg benne. A vízszintes kiterjedése 3,2 méter. A megtekintéséhez engedély szükséges, de barlangjáró alapfelszerelés nélkül, könnyen járható.
2005-ben volt először Keleti-kőfejtő 18. sz. barlangnak nevezve a barlang az irodalmában. Előfordul 18-as barlang (Acheron 1993) és Kőfülke (Acheron 1993) neveken is a Keleti-kőfejtő 18. sz. barlang az irodalmában. Lehet, hogy a Mátyáshegyi 3. sziklaüreg (Bertalan 1976) és a Mátyás-hegyi 3. sz. sziklaüreg (Kordos 1984) nevek a Keleti-kőfejtő 18. sz. barlangnak a névváltozatai.

## Kutatástörténet
Közelben lakó, idős emberek elmondása alapján sok üreg volt a kőfejtő talpszintjén akkor, amikor működött a kőbánya. A felső bányaudvar falán található sok kis barlang és a sok barlangindikáció, képződmény arra utal, hogy a kőfejtés egy nagy barlangot pusztított el, vagy a nagy barlang felső részét. A ma látható barlangok ennek a nagy barlangnak a maradványai. Az 1943. évi Barlangvilágból megtudható, hogy Bertalan Károly és Albert Béla, a Buda környéki barlangok módszeres feldolgozásának keretében, átkutattak a Mátyás-hegy és a Kecske-hegy kőfejtőiben lévő 14 kis üreget.
Az 1957. évi Földrajzi Értesítőben napvilágot látott, Leél-Őssy Sándor által írt tanulmányban meg vannak említve a mátyás-hegyi nagy kőfejtő üregei, amelyek nummuliteszes mészkőben alakultak ki. A tanulmányban lévő, a Budai-hegység barlangjainak földrajzi elhelyezkedését bemutató helyszínrajzon megfigyelhető a Mátyás-hegy nagy kőfejtőjében található üregek földrajzi elhelyezkedése. (Ezek az üregek a helyszínrajzon a hévizes eredetű barlangokhoz vannak sorolva.) Az 1958-ban kiadott, Budapest természeti képe című könyvben az olvasható, hogy a Mátyás-hegy D-re néző nagy kőfejtőjének falában vannak hévizes eredetű üregek. Az 1961-ben megjelent, Vitéz András és Pap Miklós által szerkesztett, Budapest című könyvben szó van arról, hogy a Mátyás-hegy DK-i oldalában található kőfejtőben üregeket láthat a kiránduló, melyek a Mátyás-hegyi-barlanghoz hasonlóak, de kis méretűek.
Az 1963. évi Karszt- és Barlangkutatási Tájékoztatóban publikált jelentésben meg van említve, hogy a BEAC Barlangkutató Csoport 1962-ben kutatta a Mátyás-hegy K-i kőfejtőjét. A kőfejtő sziklafalán látszik néhány nyílás, melyek közül kettő (jelenlegi állapotuk szerint) barlangnak nevezhető. Kutatásukkal még nem foglalkozott senki. Láng Gábor geológus feltérképezte az üregeket. Jellegzetes gömbfülkék utalnak az üregek hévizes eredetére. Kb. 4 m átmérőjű a legnagyobb. A Barit-barlang feltárásán kívül még két másik helyen is biztató a kutatás.
Az 1964. évi Karszt- és Barlangkutatási Tájékoztatóban szó van arról, hogy a Budapest III. kerületében elhelyezkedő Mátyás-hegy Dunára tekintő kőfejtőjében, 1963-ban találhatók régóta ismert üregmaradványok. Nagyon fel van töltődve a gömbfülkékből és hidrotermális hasadékokból álló üregrendszer. A BEAC Természetjáró Szakosztály Barlangkutató Csoportjának tagjai 1962-től végeznek feltáró munkát a kőfejtő néhány pontján. 1963-ban, kb. 200 órát dolgozva előre tudtak haladni több helyen. Úgy látták, hogy a helyzet biztató, de csak sok munkával érhetnek el eredményt. Tervezték, hogy 1964-ben folytatják a feltáró munkát a kőfejtőben. Elkezdték a hely kőzettani és ásványtani feldolgozását, a terület pontos felmérését, beszintezését és feltérképezését. Minden bizonnyal tavasszal befejezik a térképkészítő munkát.
Az 1966-ban kiadott, Budai-hegység útikalauz című könyvben az van írva, hogy a Mátyás-hegy másik (DK-i) kőfejtőjében (nem a Mátyás-hegyi-barlang kőfejtőjében) is vannak kis barlangüregek. 9 üreg vált ismertté ebben a kőbányában. Az 1972. évi Karszt és Barlangban közölve lett, hogy 1972. április 24-én (a Budapesti Rendőrfőkapitányság kérésére), eltűntek megtalálása miatt, a Barlangi Mentőszolgálat tagjai átvizsgálták a Mátyás-hegy keleti kőfejtőjének üregeit.
Az 1976-ban befejezett, Bertalan Károly által írt kéziratban szereplő, a Mátyás-hegy DK-i kőfejtőjében lévő barlangok közül lehet, hogy ez a barlang van röviden leírva Mátyáshegyi 3. sziklaüreg néven. A kéziratban az olvasható, hogy a Mátyáshegyi 3. sziklaüreg Budapest III. kerületében, a DK-i kőfejtő mélyedésének (belső bányaudvar) ÉNy-i oldalában, a Mátyáshegyi 2. sziklaüregtől É-ra van. A barlang bejárata pár méteres kapaszkodóval érhető el, de lentről is látható, mert be van kormozva. 1 m hosszú, jelentéktelen, kimállott üreg. Bivakolóhely. A kézirat barlangra vonatkozó része egy kézirat alapján íródott, de az említett kézirat már nem létezik. A Vass Imre Barlangkutató Csoport 1978. évi jelentésében az van írva, hogy a csoport több éve végzi a Mátyás-hegyen lévő K-i kőfejtő kutatását és térképezését. A kőfejtő néhány fülkéjét a fiatal csoporttagok 1978-ban megbontották, melynek eredményeként 2–3 m-rel meghosszabbítottak néhány fülkét, de nem értek el jelentős eredményt.

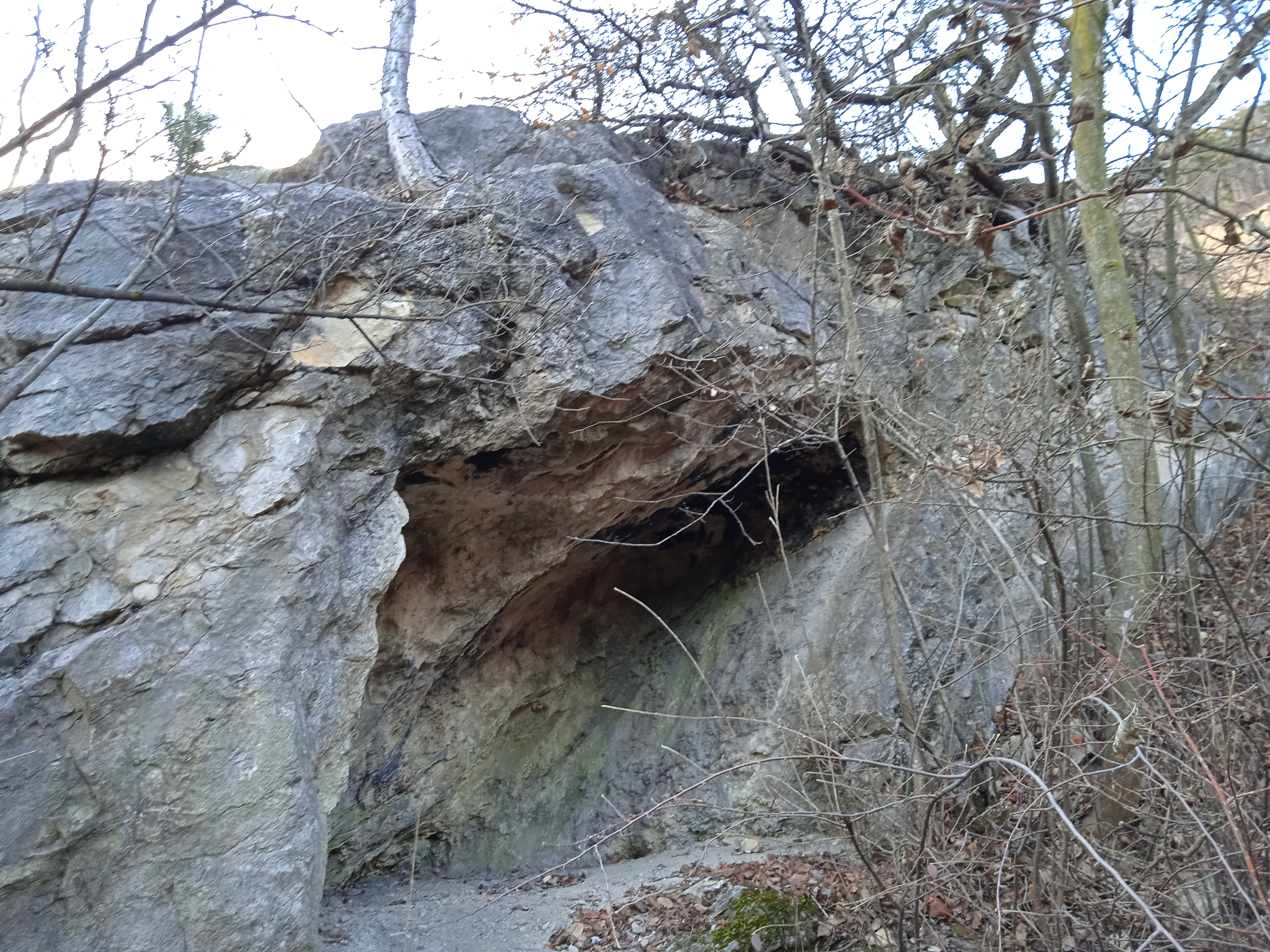
A Keleti-kőfejtő 18. sz. barlang

Az 1982-ben napvilágot látott, Budai-hegység útikalauz című kiadvány szerint a Mátyás-hegy K-i oldalának kőbányájában vannak hévizes eredetű kis üregek. Az Acheron Barlangkutató Szakosztály 1983-ban elkezdte kutatni és dokumentálni a kőfejtő üregeit. Kárpátné Fehér Katalin és Kárpát József 1983-ban megszerkesztették a Mátyás-hegy DK-i kőfejtőjének térképét, amelyen a Keleti-kőfejtő 18. sz. barlang nincs feltüntetve. Kárpát József ebben az évben rajzolt egy topográfiai térképet, amelyen látható a Mátyás-hegyi-barlang és a DK-i kőfejtő üregeinek elhelyezkedése. A térképen nincs rajta a Keleti-kőfejtő 18. sz. barlang. A térképen az üregek újra vannak számozva.
Az 1983. évi szakosztályi jelentés szerint a hegy geológiai viszonyai és a területen ismert barlangok, valamint üregek miatt itt valószínűleg a jelenleginél nagyobb üregrendszer van. A kőbánya üregeinek feltárásával lehetőség nyílhat a Mátyás-hegyi-barlangrendszer jobb megismerésére. Év elején, a területen, a szakosztály tagjai rendszeresen végeztek terepbejárásokat. A szakosztály kidolgozta a kőfejtő kutatási tervét. Az általuk ismert és az általuk megtalált szakirodalom alapján nem tudták az üregek neveit és számait beazonosítani. Az 1983. évi MKBT Beszámolóban megjelent egy jelentés a kőbánya kutatásáról és az 1983-ban készült topográfiai térkép.
Az 1984. évi szakosztályi jelentésben az olvasható, hogy a Mátyás-hegy DK-i, már nem művelt kőfejtőjében van sok, hévizes eredetű üregrendszer, melyek eocén mészkőben és bryozoás márgában alakultak ki. 220–245 m tengerszint feletti magasságban vannak a kőfejtéskor feltárt barlangmaradványok. Ezek (a terület szomszédos barlangrendszereihez hasonlóan) tektonikus előkészítés és mélyből feltörő hévizek keveredési korróziója miatt jöttek létre. Az 1984. évi MKBT Beszámolóban publikálva lett a kőfejtő barlangjainak általános leírása és a DK-i kőfejtő 1983-ban készült topográfiai térképe. Az 1984-ben kiadott, Magyarország barlangjai című könyv országos barlanglistájában lehet, hogy ez a barlang szerepel a Budai-hegység barlangjai között, Mátyás-hegyi 3. sz. sziklaüreg néven. A listához kapcsolódóan látható a Dunazug-hegység barlangjainak földrajzi elhelyezkedését bemutató, 1:500 000-es méretarányú térképen az említett barlang földrajzi elhelyezkedése.

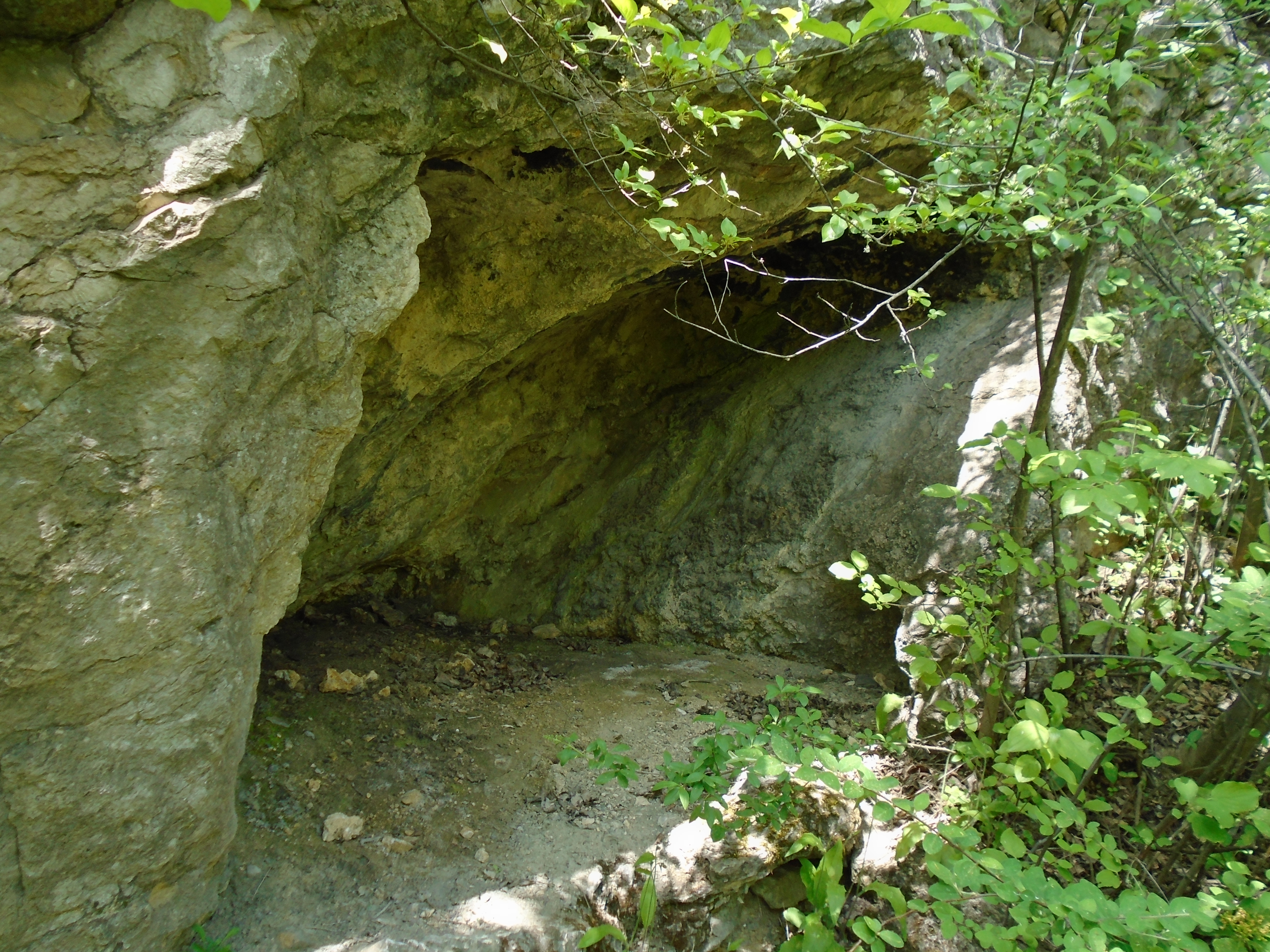
A Keleti-kőfejtő 18. sz. barlang

Az 1991. évi szakosztályi jelentésben az van írva, hogy a kőbánya legtöbb barlangjának kutatását akkor lehet folytatni, ha azok biztonságossá vannak téve ácsolással és betonozással. A kis barlangok állapota tovább romlik, mert nem áll módjukban lezárni a barlangokat. A rongálás leginkább a képződményeken látszik. A kőbánya nagyon ígéretes terület, leginkább a Mátyás-hegyi-barlang felé található, feltáratlan területek irányába érdemes kutatni. Az 1993. évi szakosztályi jelentés szerint a Keleti-kőfejtő 18. sz. barlang 2 m hosszú. A jelentésbe bekerült egy olyan helyszínrajz, amelyen a kőfejtő barlangjainak elhelyezkedése látszik. A helyszínrajzon jelölve van a Keleti-kőfejtő 18. sz. barlang helye. Az 1995. évi Földtani Közlönyben napvilágot látott tanulmányban az olvasható, hogy 1900 körül, a Pálvölgy környékén a kőbányászat intenzív lett, és emiatt tárták fel a DK-i kőfejtő barlangjait. A kőfejtő üregeinek egy részét a kőbányászat után tárták fel. Kb. 250 m a jelenleg ismert járathossz a kőfejtőben. A lefejtett járathossz nehezen becsülhető meg, de legalább még egyszer ennyi lehetett. A publikációban nincs név szerint említve a barlang.
Kovács Richárd (az Ariadne Karszt- és Barlangkutató Egyesület tagja) 2005-ben felmérte a barlangot, majd a felmérés adatainak felhasználásával, 2005. március 20-án megszerkesztette a Keleti-kőfejtő 18. sz. barlang (Budapest III. kerület, barlangkataszteri egység: 4763) alaprajz térképét, hossz-szelvény térképét és keresztmetszet térképét. Az alaprajz térképen megfigyelhető a keresztmetszet elhelyezkedése a barlangban. A térképlapon, az alaprajz térkép használatához jelölve van az É-i irány. A barlang a felmérés szerint 2,3 m hosszú és 1,5 m magas. A barlang 2005-ben készült nyilvántartólapján az van írva, hogy a részletesen felmért Keleti-kőfejtő 18. sz. barlang 2,3 m hosszú, 1,5 m függőleges kiterjedésű, 1,5 m magas és 3,2 m vízszintes kiterjedésű. Szabadon látogatható a barlang, amely feltáró kutatásra nem érdemes. Valószínűleg éjszakázásra használják hajléktalanok, mert rongyok és szemét található a barlangban.

## További irodalom
- Bertalan Károly: Kézi jegyzetek. Kézirat. (1959-től íródott.)